# Naturschutzgebiet Recknitzwiesen
Das Naturschutzgebiet Recknitzwiesen ist ein 555 Hektar umfassendes Naturschutzgebiet im Landkreis Rostock in Mecklenburg-Vorpommern drei Kilometer nordöstlich von Tessin. Es umfasst den Flusslauf der Recknitz sowie angrenzende Feuchtwiesen und erstreckt sich über Gebietsteile der Gemeinden Tessin, Gnewitz, Zarnewanz und Stubbendorf. Die rechtliche Festsetzung erfolgte am 28. September 1990.
Der Gebietszustand wird als befriedigend eingestuft. Es gibt mit zahlreichen Gräben, Wehren und Drainagen regulierende Eingriffe in den Wasserhaushalt, die einer naturnahen Entwicklung der Flächen entgegenstehen.
Eine Zusammenlegung der bisherigen Naturschutzgebiete Maibachtal, Teufelssee bei Thelkow, Ehmkendorfer Moor, Gramstorfer Berge und Recknitzwiesen (teilweise) zum neu auszuweisenden Naturschutzgebiet Lieper Holz ist in Planung.